# Wydawnictwo Bezdroża
Wydawnictwo Bezdroża – krakowskie wydawnictwo podróżnicze, specjalizujące się w przewodnikach turystycznych i albumach.
Wydawnictwo Bezdroża założyła w 1999 r. dwójka podróżników – Dominika Zaręba i Tomasz Ostrowski, którzy napisali pierwszy przewodnik pt. Mongolia. Nie tylko step. W początkowych latach specjalizowało się w publikacjach o Europie Środkowo-Wschodniej i Azji.
W 2006 roku Bezdroża zostały partnerem wydawniczym Michelin w Polsce, a w 2008 roku częścią Grupy Wydawniczej Helion SA.
W 2008 r. Wydawnictwo Bezdroża założyło społecznościowy portal turystyczny web 2.0 pod adresem e-przewodniki.pl.
W latach 2005–2009 Wydawnictwo otrzymywało Złoty Laur Konsumenta w kategorii „Przewodniki”. W 2009 r. otrzymało I Nagrodę Magellana w kategorii „najlepszy przewodnik tekstowy” za  Słowacja. Karpackie serce Europy autorów Anny Nacher, Marka Styczyńskiego, Bartłomieja Cisowskiego i Pawła Klimka.

## Przykładowe publikacje
Seria Przewodniki Bezdroży:
- Ukraina zachodnia. Tam szum Prutu, Czeremoszu..., Aleksander Strojny, Krzysztof Bzowski, Artur Grossman (wyd. IV, Kraków 2009)
- Lwów. Miasto Wschodu i Zachodu (wyd. V, Kraków  2007)
- Szlak Transsyberyjski. Moskwa - Bajkał - Mongolia - Pekin, praca zbiorowa (wyd. IV, Kraków 2009)
- Gruzja i Armenia oraz Azerbejdżan. Magiczne Zakaukazie, Krzysztof Kamiński (wyd. III, Kraków 2009)
- Indie północne. Nepal i Goa. Orientalna mozaika,praca zbiorowa (wyd. I, Kraków 2009)
- Chiny wschodnie. Pekin i Szanghaj. W kraju smoków, jedwabiu i herbaty, Oliver Fülling (wyd. I, Kraków 2009)
- Rumunia oraz Mołdowa. Mozaika w żywych kolorach, praca zbiorowa (wyd. III, Kraków 2009)

Seria Przewodniki rekreacyjne:
- Kreta, Rodos i Santorini. Wyspy pełne słońca, Peter Zralek (wyd. I, Kraków 2009)
- Majorka, Minorka, Ibiza oraz Formentera. Baleary - archipelag marzeń, Dominika Zaręba (wyd. I, Kraków 2009)
- Budapeszt i Balataon oraz największe atrakcje Węgier, Monika Chojnacka (wyd. I, Kraków 2009)
- Adriatyckie wybrzeże Włoch. Szmaragdowym szlakiem od Triestu do Lecce, Agnieszka Masternak (wyd. I, Kraków 2009)

Seria Przewodniki górskie;
- Bieszczady, Beskid Niski. Przewodnik i atlas, Natalia Figiel, Paweł Klimek (wyd. I, Kraków 2009)
- Tatry Polskie i Słowackie. Przewodnik i atlas, Marek Zygmański, Paweł Klimek, Natalia Figiel (wyd. II, Kraków 2009)
- Beskidy na okrągło. Najciekawsze jednodniowe wycieczki okrężne. Przewodnik i atlas, praca zbiorowa (wyd. I, Kraków 2009)
- Sudety. Karkonosze, Góry Izerskie, Góry Sowie,Góry Stołowe, Masyw Śnieżnika. Przewodnik i atlas, praca zbiorowa (wyd. II, 2009)

Albumy
- Tybet. Legenda i rzeczywistość, Marek Kalmus (wyd. I, Kraków 2009)
- Ukraina. Od Lwowa po Krym, praca zbiorowa (wyd. I, Kraków 2005)

Inne
- Polska według Internautów, praca zbiorowa (wyd. I, Kraków 2009)